# Elektronické karty v dopravě v Česku
Iniciátory zavádění bezkontaktních čipových karet jako jízdních dokladů nebo předplacených platebních karet (elektronických peněženek) ve veřejné dopravě jsou v České republice zejména větší dopravci, případně kraje nebo velká města. 
Dominantními výrobci dodávajícími na český trh vybavení pro tyto systémy jsou firmy Mikroelektronika a EM TEST. Převážně vycházejí ze standardu Mifare Standard, od přelomu let 2006 a 2007 MIFARE DESFire. Zpočátku převažovaly konkurenční snahy dopravců i výrobců na úkor kompatibility a interoperability. Některé krajské úřady v rámci budování integrovaných dopravních systémů usilují o dosažení kompatibility v rámci kraje. V roce 2008 se objevily první náznaky spolupráce různých dodavatelů; celorepublikový standard a koncepce však dosud neexistují. Sdružení pro dopravní telematiku zpracovalo projekt řešení a navrhlo, aby se Ministerstvo dopravy ČR stalo garantem tzv. národního dopravního standardu, který by zahrnul a respektoval již existující systémy a vytvořil centrální evidenci (v minulosti se hovořilo i o tzv. Národní dopravní kartě).

## Elektronické platební systémy v Česku
- In-karta je bezkontaktní čipová karta Českých drah a. s. standardu Mifare DESFire (dle ISO 14443). Byla zavedena kolem roku 2006. Její služební varianta slouží i jako zaměstnanecká průkazka, zákaznické varianty slouží jako slevové karty nebo jako předplacená síťová jízdenka.
- Plzeňská karta je čipová karta, která zajišťuje platnost předplatního časového jízdného v celém integrovaném dopravním systému Plzeňského kraje. Výměna karet s povinnou platbou vyvolala v roce 2014 vlnu protestů.[2]
- Opencard je projekt pražského magistrátu, který byl původně připravován pod názvem Univerzální karta Pražana. Od podzimu 2008 ji lze používat jako předplatní časovou jízdenku Pražské integrované dopravy. Karta též může sloužit jako průkazka Městské knihovny v Praze, jako platební karta v parkovacích automatech a též k přístupové identifikaci do některých městských webových aplikací
- Lítačka je projekt pražského magistrátu, od 1. března 2016 jsou Lítačky vydávány místo Opencard. Slouží jako nosič časových jízdenek PID a může sloužit jako průkazka do Městské knihovny v Praze a Národní technické knihovny, platební funkci nemá.
- Opuscard je od začátku roku 2009 krajská elektronická karta Libereckého kraje, která má platit ve všech městských autobusech, tramvajích, příměstských autobusech a vlacích na území Libereckého kraje. Může sloužit i jako elektronická peněženka, i jako předplatní jízdenka. Vychází z dosavadní liberecké městské karty.[3]
- Městská karta Hradce Králové standardu Mifare Classic 4K (dle ISO/IEC 14443 Type A)  (od 1. 9. 2007 vzájemně uznávána s Pardubickou kartou)
- Pardubická karta (od 1. 9. 2007 vzájemně uznávána s Městskou kartou Hradce Králové)

## Clearingové systémy
Cards Exchange je clearingové centrum, jehož provozovatelem je ČSAD SVT Praha s. r. o. Systém zajišťuje zprostředkování plateb a vzájemné uznávání karet v rámci několika samostatných skupin. Karty některých dopravců platí ve více skupinách současně; někteří dopravci si vzájemně uznávají karty i napříč skupinami. V rutinním provozu je od 1. srpna 2004.
- Clearing Pardubického kraje (7 dopravců včetně Českých drah)
- Clearing Ústeckého kraje (Dopravní podnik měst Mostu a Litvínova a. s.)
- Clearingový systém ICOM Transport a. s. (TRADO-BUS s. r. o. a TRADO-MAD s. r. o.)
- Integrovaná doprava Středočeského kraje (19 dopravců)
- Pražská integrovaná doprava (Opencard)
- Zúčtovací centrum PMDP (Plzeňská karta) (2 dopravci a různá sportovní a kulturní zařízení)
- IDOL – Integrovaný Dopravní systém Libereckého kraje (Opuscard) (6 dopravců včetně Českých drah – vybavených odbavovacími systémy od společností EM TEST, Mikroelektronika, XT CARD)

Slovenská společnost EM CARD prostřednictvím české dceřiné společnosti EM TEST provádí clearing pro tyto systémy: 
- Pardubická městská karta a Městská karta Hradce Králové
- dvě clearingová centra v Moravskoslezském kraji